# 馬格達萊娜區 (卡哈馬卡省)
7°15′01″S 78°39′35″W / 7.2502°S 78.6598°W
馬格達萊娜區（西班牙語：Distrito de Magdalena），是秘魯的一個區，位於該國北部卡哈馬卡大區的卡哈馬卡省，面積215.4平方公里，海拔高度1,290米，2005年人口9,075，人口密度每平方公里42人。